# London Koyote
《London Koyote》는 대한민국의 3인조 혼성그룹 코요태의 정규 9집 앨범이다. 코요태의 음반 중 카세트 테이프로서는 마지막으로 발매된 음반이다.

## 개요

### 후속곡 〈그 사람은…〉
〈I love Rock & Roll〉 이후 〈그 사람은…〉이 후속곡으로 선정되었으나, 실제로 방송 활동이 이루어지지는 않았다.

## 수록곡
| #            | 제목                   | 작사           | 작곡           | 편곡         | 재생 시간 |
| ------------ | ---------------------- | -------------- | -------------- | ------------ | --------- |
| 1.           | 〈I Love Rock & Roll〉 | 신지           | 주영훈         | 주영훈       | 4:26      |
| 2.           | 〈Play〉               | 강우경         | 최원일         | 최원일       | 3:27      |
| 3.           | 〈Sweet〉              | 안은진         | 이희성         | 안경진       | 3:57      |
| 4.           | 〈그 사람은…〉         | 신지           | 최원일         | 최원일       | 3:45      |
| 5.           | 〈Big Smile〉          | 김태희         | 정진수         | 정진수       | 4:11      |
| 6.           | 〈동그라미〉           | 김태희         | 정진수         | 정진수       | 3:44      |
| 7.           | 〈사랑이 변하니〉      | 박성진, 서정진 | 박성진, 서정진 | 프랙탈       | 3:44      |
| 8.           | 〈말하지 못한 이야기〉 | 안은진         | 이희성         | 안경진       | 4:18      |
| 9.           | 〈벽〉                 | 김태희         | 김성현         | 김성현       | 3:31      |
| 10.          | 〈사랑할 수 없어〉     | 김태희         |                | 정진수       | 3:32      |
| 11.          | 〈봐〉                 | 김태희         | 정진수         | 정진수       | 3:58      |
| 12.          | 〈어떤 날〉            | 김현아         | 최원일         | 최원일       | 3:55      |
| 13.          | 〈세레나데〉           | 주영훈         | 주영훈         | 주영훈       | 3:47      |
| 14.          | 〈Love…ing〉           | 남기상         | 남기상         | 남기상       | 3:58      |
| 15.          | 〈눈먼 사랑〉          | 신지           | 신형           | 신형         | 4:05      |
| 16.          | 〈기쁨모드〉           | 주영훈         | 주영훈         | 주영훈       | 4:11      |
| 총 재생 시간 | 총 재생 시간           | 총 재생 시간   | 총 재생 시간   | 총 재생 시간 | 59:09     |